# Coopération européenne dans le domaine de la recherche scientifique et technique
COST (acronyme pour COoperation in Science and Technology) est un programme financé par la Commission européenne, direction générale de la recherche, via Horizon 2020, lié à la recherche et au développement. COST ne finance pas d'activités de recherche, mais seulement des activités de mise en réseau : conférences, colloques, visites scientifiques, etc.. 
COST est un programme intergouvernemental dirigé par un comité de hauts fonctionnaires (Committee of Senior Officials), regroupant des représentants de ses 38 membres et un pays coopérant : Israël. COST a été créé en 1971 et permet de coordonner et d’aider la circulation du savoir à l’échelle pan-européenne. COST finance la mise en réseau de chercheurs financés nationalement afin d'assurer une position forte à l'Europe dans le domaine des sciences et des technologies. Cela permet aussi de créer un effet de levier au niveau national, puisque COST permet une coordination des programmes de recherche au niveau de ses pays membres. COST permet aussi d'assurer une intégration des chercheurs au niveau de tous ses pays membres, ainsi qu'un partage des connaissances au niveau européen. (voir les COST Position Paper). 
Les différents réseaux soutenus par COST, les COST Actions, sont financées pour 4 ans, via le COST Grant System (système de subvention COST).  
La sélection des actions se fait deux fois par an via une procédure d'appel. En effet, toutes les actions financées proviennent des chercheurs eux-mêmes. Chaque proposition provenant des chercheurs est évalués par un comité d'experts internationaux. 
Durant les 6e et 7e programmes-cadre (FP6 et FP7), COST était implémenté par la Fondation européenne de la science. Depuis Horizon 2020, les pays membres de COST ont créé une association dédiée, la COST Association, qui est responsable de l'implémentation des Actions, et ce via un Accord de partenariat signé avec la Commission européenne. Le CSO est devenu, pour le faire, l'assemblée générale de l'association.